# Severînivka, Makariv
Severînivka (în ucraineană Северинівка) este un sat în comuna Kopîliv din raionul Makariv, regiunea Kiev, Ucraina.

## Demografie
Componența lingvistică a localității Severînivka
     Ucraineană (96,65%)
     Rusă (3,35%)
Conform recensământului din 2001, majoritatea populației localității Severînivka era vorbitoare de ucraineană (96,65%), existând în minoritate și vorbitori de rusă (3,35%).